# Japanischer Rosinenbaum

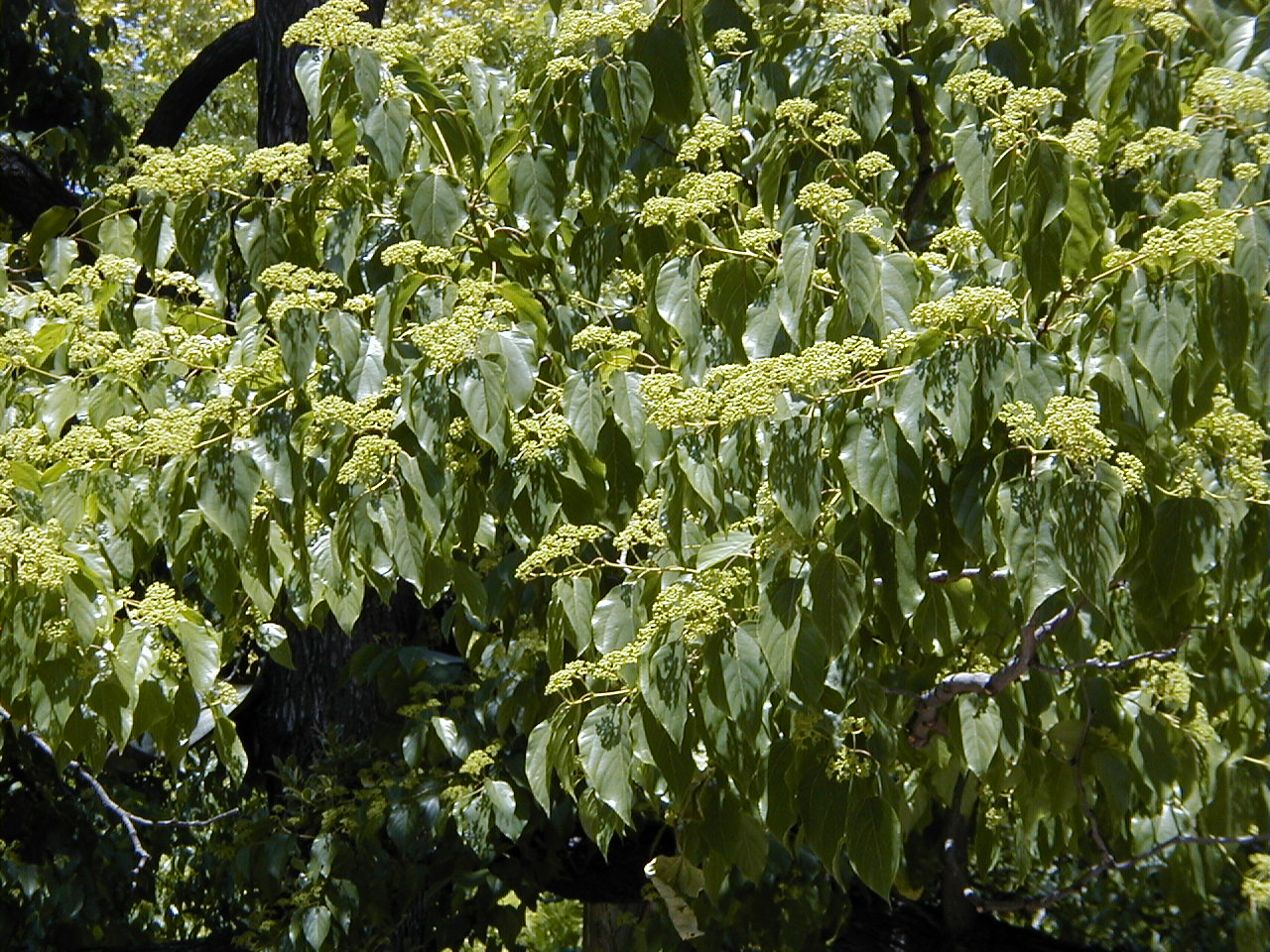
Blütenstände

Der Japanische Rosinenbaum oder die Quaffbirne und der Japanische Mahagoni (Hovenia dulcis, Syn.: Hovenia acerba Lindl., Hovenia inequalis DC.) ist eine Pflanzenart aus der Familie der Kreuzdorngewächse (Rhamnaceae).

## Beschreibung

### Vegetative Merkmale

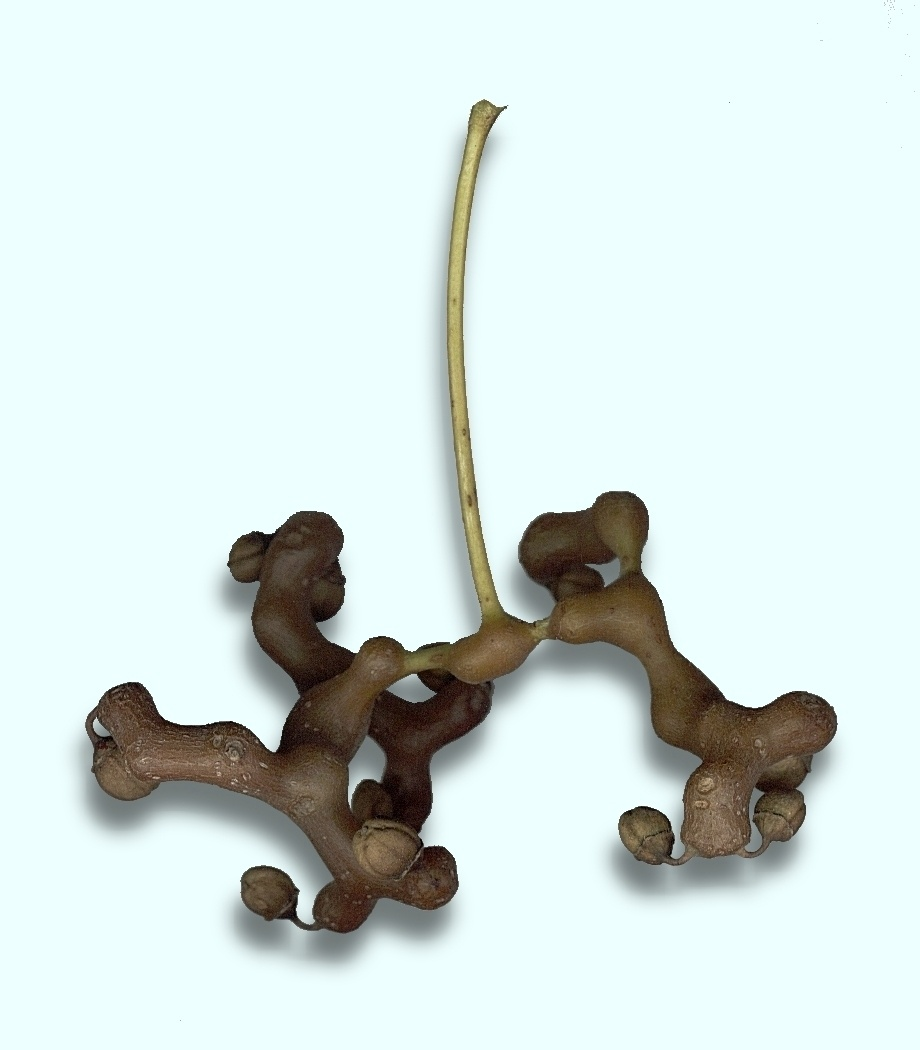
Reife Früchte von Hovenia dulcis an den essbaren Fruchtstielen

Der Japanische Rosinenbaum ist ein kleiner, laubabwerfender, relativ schnellwüchsiger Baum oder Strauch, der Wuchshöhen von etwa 10 Metern erreicht. Die glatte Rinde der leicht brüchigen Zweige ist rot-bräunlich bis violettlich. Die Borke ist gräulich-braun, furchig oder rissig-schuppig und in kleineren Platten abblätternd.
Die wechselständig angeordneten, einfachen, großen, glänzenden Laubblätter laufen spitz zu und sind etwa 7 bis 17 cm lang und 4 bis 11 cm breit. Der Blattstiel ist 2 bis 4,5 cm lang. Sie sind eiförmig bis elliptisch und an der Basis stumpf bis leicht herzförmig. Der Blattrand ist mehr oder weniger gesägt bis gezähnt, die Blätter sind fast kahl und nur manchmal auf den unteren Hauptadern etwas behaart. Die unterseits erhabene Nervatur ist dreizählig.

### Generative Merkmale
Von Mai bis Juli bringen die Bäume meist endständige, asymmetrische, zymös-rispige Blütenstände hervor. Die kleinen cremefarbenen, gelblich-grünen bis hellgrünen und duftenden, zwittrigen, fünfzähligen Blüten weisen einen Durchmesser von 6 bis 8 mm auf mit einem doppelten Perianth. Die eiförmigen, innen gekielten Kelchblätter sind 2,2 bis 2,5 mm lang und 1,6 bis 2 mm breit. Die spatelförmigen Kronblätter sind 2,4 bis 2,6 mm lang und 1,8 bis 2,1 mm breit, sie umhüllen jeweils die Staubfäden. Es ist nur ein Kreis mit fünf freien Staubblättern vorhanden. Der dreikammerige Fruchtknoten ist halbunterständig mit einem dreiästigen Griffel, die Narben sind klein, kopfig und stumpf. Der dickliche Diskus ist behaart.
Die eigentliche Frucht, eine halbkugelige, glatte und bespitzte, dreiteilige, zur Reife dunkelbraune, ledrige, septizide Kapselfrucht (oder Nuss) mit beständigem, napfförmigem Blütenboden, weist einen Durchmesser von 6,5 bis 7,5 mm auf, ist genießbar und enthält drei Samen. Aber der Fruchtstiel bzw. die Seitenachsen des Blütenstands schwillt im unteren Teil rot-bräunlich, fleischig an und dadurch wird eine essbare Scheinfrucht gebildet. Die glatten, bräunlichen bis schwärzlichen, abgeflachten Samen weisen einen Größe von 3,5 bis 5 mm auf. Die Früchte sind von August bis Oktober reif.

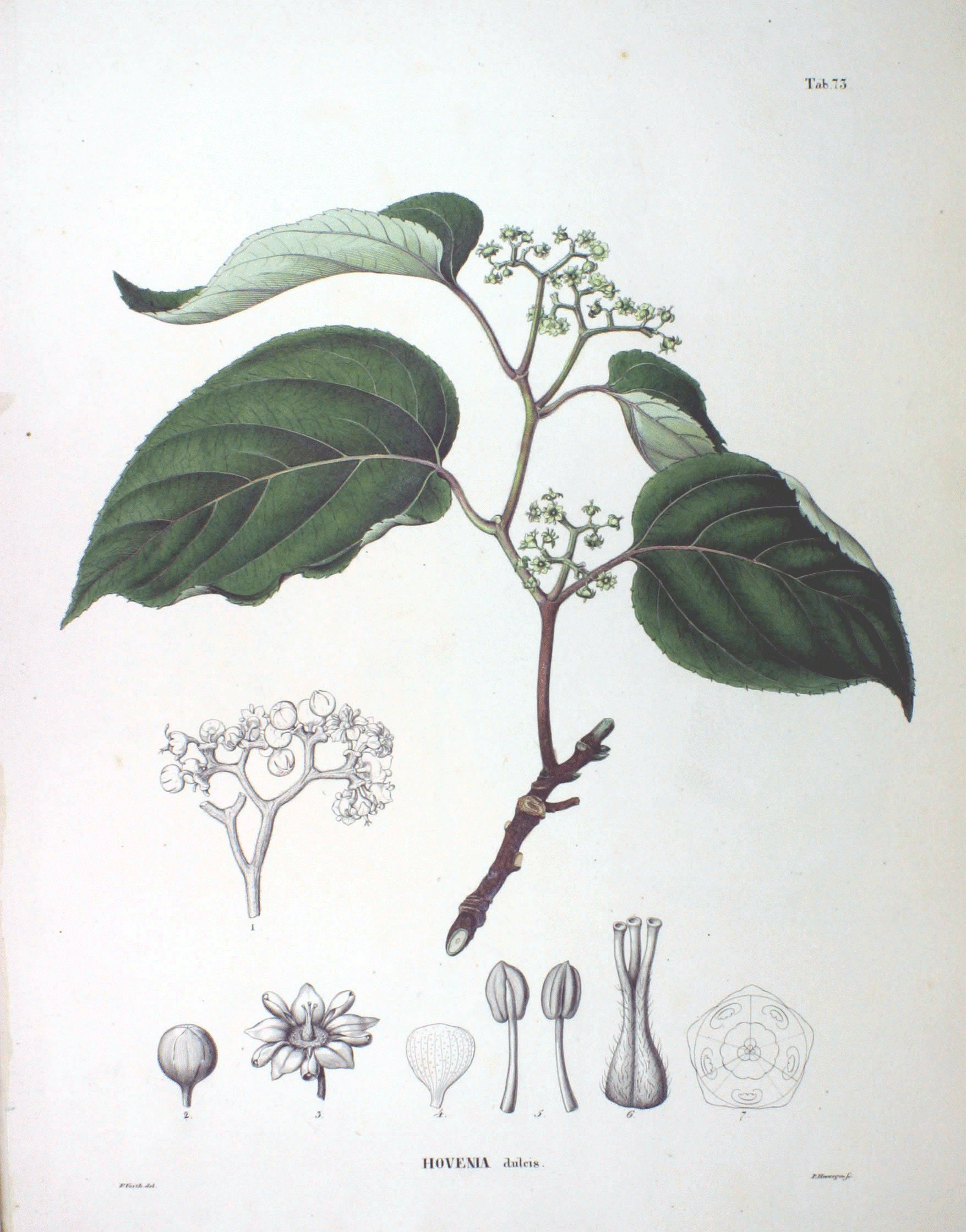
Illustration aus Flora Japonica 1870, 1 Teil von Philipp Franz von Siebold und Joseph Gerhard Zuccarini
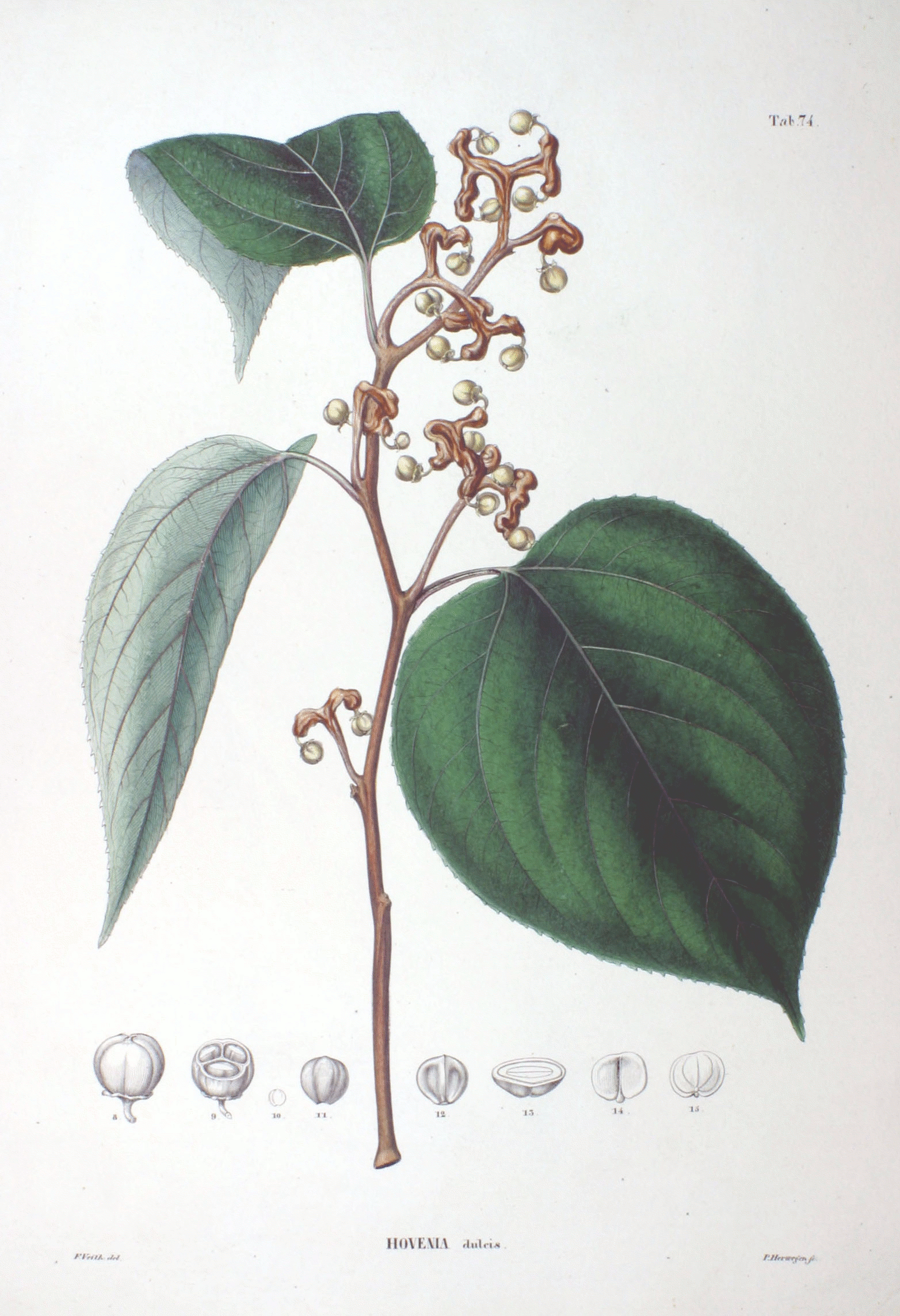
Illustration aus Flora Japonica 1870, 2 Teil
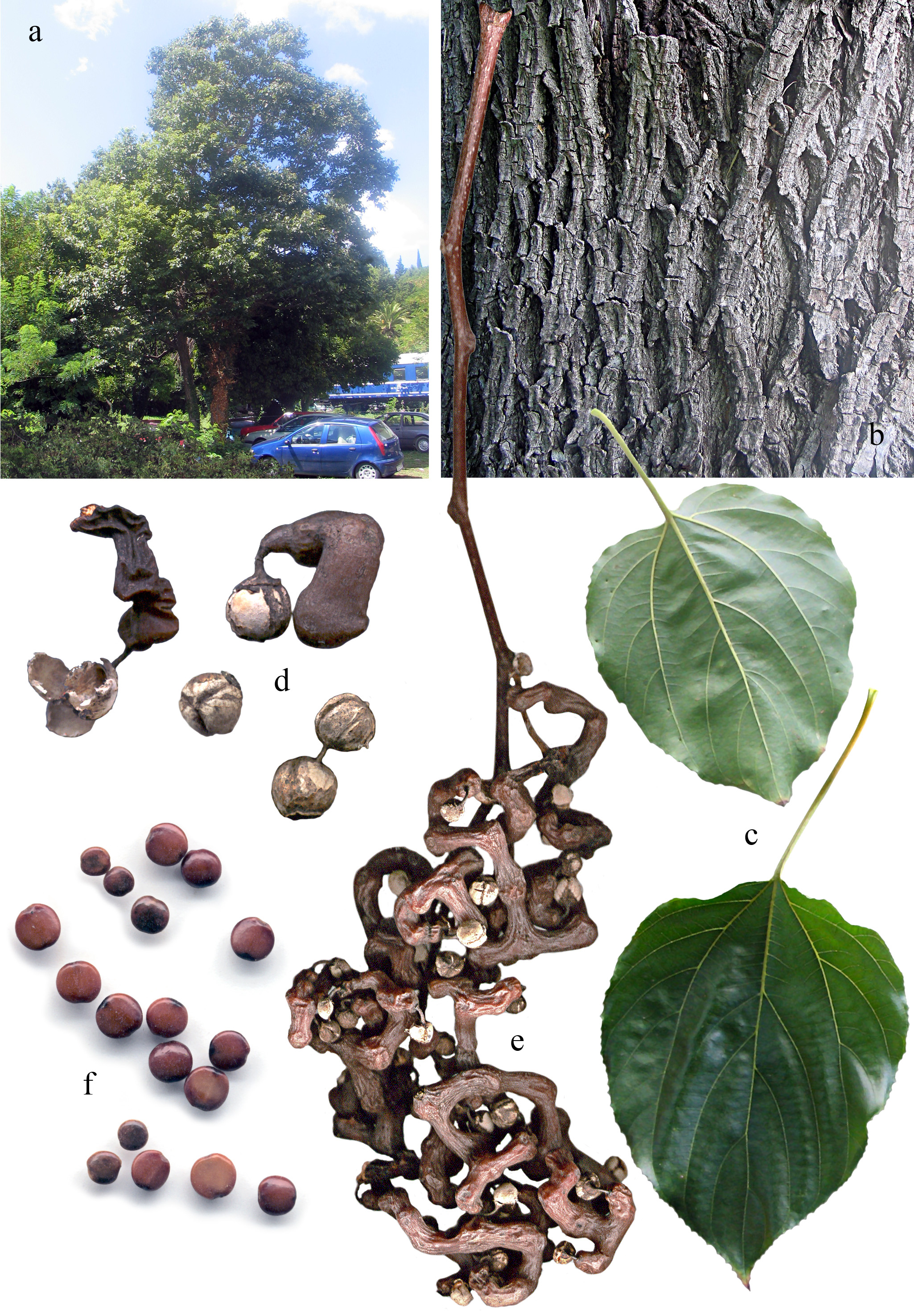
Habitus, Blätter, Früchte, Borke und Samen
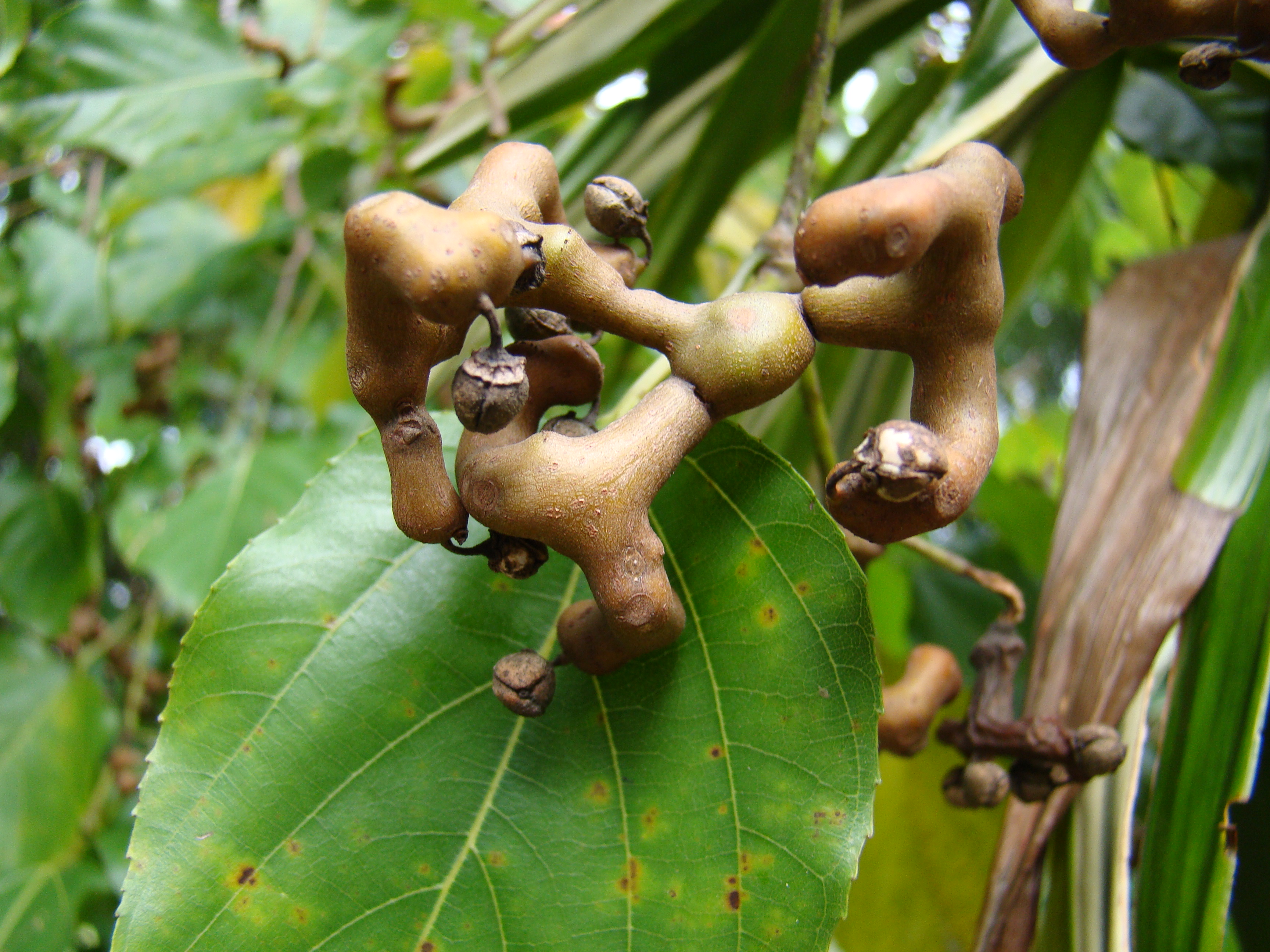
Früchte

## Vorkommen
Das Verbreitungsgebiet von Hovenia dulcis erstreckt sich von Japan über Korea und Südost-, Südzentral-China bis zum Himalaya und Indien sowie nach Nordvietnam und Nordthailand. Sie wächst in Höhenlagen meist zwischen 200 und 1400 m, bis zu 2000 m, bevorzugt an sonnigen Standorten mit feuchten lehmigen oder sandigen Böden. 

## Nutzung
Außerhalb ihres natürlichen Verbreitungsgebietes wird sie als winterhartes Ziergehölz angepflanzt. In Parks und Gärten dient Hovenia dulcis selten als langsam wachsendes Ziergehölz. 
Aus dem feinen, harten Holz werden Möbel hergestellt. Das Holz ist auch als Japanisches Mahagoni bekannt.
Die süßen, duftenden Fruchtstiele sind sowohl roh als auch gekocht genießbar. Getrocknet ähneln sie in Geschmack und Aussehen Rosinen. Aus ihnen wird ein Süßstoff gewonnen. Auch das Holz des Baumes wird in Alkohol eingelegt oder zu Tee aufgekocht und beispielsweise in Korea als Heilmittel verkauft, das gegen Unwohlsein beim Reisen oder nach dem Alkoholgenuss hilft. Der dafür verantwortliche Wirkstoff ist das Flavonoid Dihydromyricetin.